# Dirk (mansnamn)
Dirk är ett tyskt mansnamn och en förkortning till namnet Dietrich, som betyder "stor härskare (rich) över folket (diet)".
Kända personer:
- Dirk Benedict, amerikansk skådespelare.
- Dirk Bogarde, brittisk skådespelare.
- Dirk Frimout, belgisk astronaut.
- Dirk Nowitzki, tysk basketspelare.
- Dirk Kuyt, holländsk fotbollsspelare.